# Ranunculus maclovianus
Ranunculus maclovianus d'Urv. – gatunek rośliny z rodziny jaskrowatych (Ranunculaceae Juss.). Występuje naturalnie w południowych częściach Chile i Argentyny oraz na Falklandach. 